# Piet Kamps
Piet Kamps (Nijmegen, 18 september 1945) is een Nederlands voormalig voetballer die als middenvelder speelde.
Kamps begon bij SCE en speelde tussen 1969 en 1975 in totaal 167 competitiewedstrijden voor N.E.C. waarin hij 19 doelpunten maakte. Na twee seizoenen bij NAC ging hij naar FC Den Bosch waar hij in 1983 zijn loopbaan besloot.